# شهرستان شچچینک
شهرستان شچچینک (به لهستانی: Powiat Szczecinek) یک شهرستان در لهستان است که در استان پومرانی غربی واقع شده‌است. شهرستان شچچینک ۱٬۷۶۵٫۲۲ کیلومتر مربع مساحت و ۷۷٬۲۳۲ نفر جمعیت دارد.